# تغذیه رایگان
تغذیه رایگان به مفهوم تغذیه کودکان دبستانی و پیش دبستانی با یک میان‌وعده مانند شیر و نان یا بیسکویت است. محاسبات متخصصین تغذیه نشان می‌دهد که این صبحانه دوم لازم می‌باشد تا قابلیت یادگیری کودکان را بهبود دهد.

## در ایران

### تغذیه رایگان در انقلاب سفید
مطابق اصل شانزدهم انقلاب سفید تغذیه رایگان برای کودکان خردسال در مدرسه‌ها و تغذیه رایگان برای شیرخوارگان تا دو سالگی با مادران دانش آموزان کشور از تغذیه رایگان بر خوردار شدند. در سال تحصیلی ۱۳۵۵ وزارت آموزش پرورش با توزیع یک وعده غذایی روزانه که میزان کالری آن با دقت حساب شده بود و شامل شیر، بیسکویت و میوه و کنسرو لوبیا می‌شد، بیش از ۶ میلیون دانش آموز تحت تغذیه رایگان قرار داد.
بر خلاف برنامه‌های تغذیه رایگان در کشورهای غربی در اصل شانزدهم انقلاب، شیرخوارگان و مادرانشان نیز از تغذیه رایگان بهره‌مند شدند که پیشبرد و اجرای آن بر عهده جمعیت شیر و خورشید سرخ ایران، سازمان شاهنشاهی خدمات اجتماعی و بنگاه حمایت مادران و نوزادان بود.
پیش از اعلام اصل شانزدهم، آمارها نشان داد که نزدیک به ۵۰۰ مرکز بهداشتی و درمانی، تغذیه مادران و نوزادان را در سطح‌های گوناگون اجرا می‌کنند و بیش از صدو پنجاه هزار مادر با کودکانشان زیر پوشش این خدمات هستند. آمار نشان می‌دهد که رشد شیرخواران در ایران تا پنج ماه نخست طبیعی است ولی از ماه ششم رو به کندی می‌گذارد. بررسی‌های علمی نیز نشان داده‌است که سلول‌های مغز آدمی از هنگام زاده شدن تا دو سالگی شکل می‌گیرد، بنا بر اصل شانزدهم تغذیه مادرانی که دوره بارداری‌شان را می‌گذرانند و بیمه‌های اجتماعی آن‌ها را معرفی می‌کند تا زاده شدن نوزادشان و تا دو سالگی آن نوزاد زیر پوشش این اصل و سازمان‌های همیار انقلاب شاه و مردم می‌باشند.
اصل شانزدهم انقلاب شاه و مردم در واقع دوره نوینی در بالا بردن بهداشت و تندرستی جامعه ایرانی بود. برنامه بهداشت رایگان که وزارت بهداری و سپاه بهداشت اجرای آن را بر عهده داشت در بیماری یابی، جلوگیری از بیماری‌های واگیر، پیشگیری بیماری‌ها با مایه کوبی یا واکسیناسیون، بهبود محیط زیست و آموزش بهداشت به مردم نقش بر جسته‌ای داشت.
چهار اصل از اصول انقلاب سفید، یعنی اصل ششم  سپاه دانش ، اصل دوازدهم انقلاب اداری و آموزشی و اصل پانزدهم آموزش رایگان و اجباری در هشت سال نخستین تحصیل و اصل شانزدهم تغذیه رایگان برای کودکان خردسال در مدرسه‌ها و تغذیه رایگان شیرخوارگان تا دو سالگی با مادران همه جنبه‌های آموزش و پرورش کشور را زیر نظر داشتند.

## برنامه‌های کشورهای دیگر
- انگلستان: در انگلستان در سال ۱۹۴۶ شیر رایگان به همه دانش اموزان از دبستان تا دبیرستان تا سن هجده سالگی داده شد. در سال ۱۹۶۸ این برنامه تنها به دبستان‌ها اختصاص یافت و در سال ۱۹۷۱ مارگارت تاچر این برنامه را تنها برای کودکان تا هفت سال کاهش داد.
- اتحادیه اروپا: در سال ۲۰۰۰ اتحادیه اروپا برنامه شیر در مدرسه را به اجرا درآورد. برای هر دانش آموز در هر روز مدرسه‌ای، اتحادیه اروپا ۴، ۵ سنت برای یک پاکت شیر ۰، ۲۵ یارانه می‌دهد.
- ایالات متحده آمریکا: در آمریکا بار نخست در سال ۱۹۴۴ ناهار رایگان در مدرسه‌ها تنها برای خانواده‌های کم درآمد ارائه شد. از ۱۹۴۶ پدر و مادران می‌بایستی مبلغی به مدرسه بپردازند و پس از چندی این برنامه برچیده شد.
- فنلاند: در فنلاند تغذیه رایگان به همه دانش اموزان دبستانی از سال ۱۹۴۸ تغذیه رایگان داده شد.
- هند: هند در سال ۲۰۰۱ برنامه وسیع یک وعده ناهار را تصویب کرد تا بتواند کودکان خانواده‌های فقیر را بدین ترتیب به دبستان‌ها بکشد. این برنامه در آغاز در استان تامیل نادو اجرا شد و ۱۲۰ میلیون کودک را زیر پوشش خود گرفت. هدف اصلی این برنامه پشتیبانی از کودکان مقابل گرسنگی و کمبود تغذیه بود. هزینه این برنامه اکنون به ۱، ۲ میلیارد دلار رسیده‌است.
- اسکاتلند: در سال ۲۰۰۷ تغذیه رایگان برای سه سال نخستین دبستان آغاز کرد. این پروژه آزمایشی در سال ۲۰۰۲ به پارلمان اسکاتلند عرضه شد ولی پارلمان ان را رد کرد.
- سازمان ملل در چهار چوب برنامه جهانی غذا به ۲۵۰٬۰۰۰ دانش آموز در سراسر جهان یک وعده غذای رایگان در روز می‌دهد.